# Gnamptogenys lineolata
Gnamptogenys lineolata är en myrart som beskrevs av Brown 1993. Gnamptogenys lineolata ingår i släktet Gnamptogenys och familjen myror. Inga underarter finns listade i Catalogue of Life.